# Kutjevo
Kutjevo es una ciudad de Croacia en el condado de Požega-Eslavonia.

## Geografía
Se encuentra a una altitud de 226 m s. n. m. a 199 km de la capital nacional, Zagreb.

## Demografía
En el censo 2011 el total de población de la ciudad fue de 6 247 habitantes, distribuidos en las siguientes localidades:
- Bektež -  388
- Bjeliševac -  112
- Ciglenik -  143
- Ferovac -  103
- Grabarje -  490
- Gradište - 152
- Hrnjevac -  174
- Kula - 331
- Kutjevo - 2 440
- Lukač - 150
- Mitrovac -  133
- Ovčare - 123
- Poreč - 119
- Šumanovci - 139
- Tominovac -  164
- Venje - 98
- Vetovo - 988

| Gráfica de población de Kutjevo 1857-2011                           |
|                                                                     |
| Según los censos de población de la oficina estadística de Croacia. |